# Acacia aulacocarpa
Acacia aulacocarpa es un árbol de la familia Fabaceae, originario de Australia.
Su zona de distribución ocupaba originariamente el este de la Gran Cordillera Divisoria desde Queensland del Norte hasta el norte de Nueva Gales del Sur. A pesar de su enorme área de distribución es una especie muy poco común. Se ubica, con preferencia, en las orillas de los barrancos e inhóspitos terrenos rocosos.